# 阿魯拉·基馬
阿魯拉·基馬（ (英語：Alula Girma，(1993年7月15日—）是埃塞俄比亞的職業足球運動員，司職右後衛，現效力於埃塞俄比亞足球甲級聯賽球會聖佐治。

## 外部連結
- 41038